# 376311 Naidubezawada
376311 Naidubezawada è un asteroide della fascia principale esterna. Scoperto nel 2000, presenta un'orbita caratterizzata da un semiasse maggiore pari a 3,033630 UA e da un'eccentricità di 0,074675, inclinata di 10,732929° rispetto all'eclittica.
Naidu Bezawada ha lavorato alla strumentazione e ai sistemi di rivelazione dei telescopi presso l'Indian Institute of Astrophysics, l'UK Astronomy Technology Centre e l'European Southern Observatory (ESO). La sua esperienza nella tecnologia dei rivelatori e la sua leadership sono fondamentali per la strumentazione dell'Extremely Large Telescope dell'ESO.